# Machine Gun Etiquette
Albums de The Damned
Music for Pleasure
(1977) The Black Album (en)
(1980)
Machine Gun Etiquette est un album du groupe punk-rock The Damned, sorti en novembre 1979.

## L'album
La BBC bannit dès sa sortie le titre Smash it up. L'album fait partie des 1001 Albums You Must Hear Before You Die. 

### Titres
1. Love Song (2:21)
2. Machine Gun Etiquette (1:48)
3. I Just Can't Be Happy Today (3:42)
4. Melody Lee (2:07)
5. Anti-Pope (3:21)
6. These Hands (2:03)
7. Plan 9 Channel 7 (5:08)
8. Noise, Noise, Noise (3:10)
9. Looking at You (MC5) (5:08)
10. Liar (2:44)
11. Smash It Up (Part 1) (1:59)
12. Smash It Up (Part 2) (2:53)

### Musiciens
- Dave Vanian : voix
- Captain Sensible : guitare, voix, claviers
- Rat Scabies : batterie, voix
- Algy Ward : basse